# Jasper County, Illinois
Jasper County är ett administrativt område i delstaten Illinois i USA, med 9 698 invånare. Den administrativa huvudorten (county seat) är Newton.

## Politik
Jasper County tenderar att rösta på republikanerna i politiska val.
Republikanernas kandidat har vunnit countyt i samtliga presidentval sedan valet 1940 utom vid två tillfällen: 1964 och 1992. I valet 2016 vann republikanernas kandidat med 77,8 procent av rösterna mot 18,1 för demokraternas kandidat, vilket är den genom tiderna största segern i countyt för en kandidat.

## Geografi
Enligt United States Census Bureau har countyt en total area på 1 290 km². 1 281 km² av den arean är land och 9 km² är vatten.

### Angränsande countyn
- Cumberland County - nord
- Clark County - nordost
- Crawford County - öst
- Richland County - syd
- Clay County - sydväst
- Effingham County - väst